# Nieznań
Nieznań [ˈɲeznaɲ] (tiếng Đức: Heidchen) là một ngôi làng thuộc khu hành chính của Gmina Stare Czarnowo, thuộc quận Gryfino, West Pomeranian Voivodeship, ở phía tây bắc Ba Lan.
Trước năm 1945, khu vực này là một phần của Đức. Đối với lịch sử của khu vực, xem Lịch sử của Pomerania.